# Chiesa di Sant'Andrea di Saltocchio
La chiesa di Sant'Andrea di Saltocchio è una chiesa di Lucca che si trova in località Saltocchio.

## Storia e descrizione
L'attuale struttura edificata tra i primi del Settecento e gli inizi dell'Ottocento, a navata unica con transetto, sostituisce un edificio di origine medievale di cui rimane solo un archivolto di ciborio riferibile all'VIII secolo, scolpito sul retro da un'epigrafe romana. 
La chiesa attuale conserva all'interno una tavola centinata con Sant'Andrea tra i Santi Pietro, Pancrazio, Biagio e Paolo e in alto la Madonna in gloria tra le Sante Agata e Caterina, opera di Gherardo delle Catene, pittore modenese operoso a Lucca attorno al quarto decennio del Cinquecento.
All'altare laterale destro è una tela restaurata nel 2021 con un Crocifisso con i Santi Francesco, Antonio da Padova e Maria Maddalena, firmata e datata 1635 da Gaspare Mannucci al quale spettano le figure principali, mentre le figure dei due santi francescani sono un'aggiunta eseguita probabilmente da un ignoto artista del tardo Settecento.